# Сан Бруно (планина)
Вижте пояснителната страница за други значения на Сан Бруно.
Сан Бруно (San Bruno Mountain) е планина в северната част на окръг Сан Матео в щата Калифорния, Съединените американски щати.
Планината е част от планинската верига Санта Круз. По-голямата част от планината е заета от Щатския парк „Планина Сан Бруно“ (San Bruno Mountain State Park), разположен на юг от окръг Сан Франциско и заобиколен от градовете Южен Сан Франциско, Дейли Сити, Колма и Бризбейн. В близост до планината преминава магистрала 101.